# Riberprisen
Riberprisen er en nordjysk kortfilmsfestival for de studerende på henholdsvis Humanistisk Informatik, Informatik og Mediefag på Aalborg Universitet. Kortfilmsfestivalen er opkaldt efter lektor Jørgen Riber Christensen, der underviser på Aalborg Universitet. Riberprisen laves hvert år, som et professionelt frivilligt arrangement med en jury af anerkendte fagfolk til at bedømme filmene. 

## Historie
Riberprisen havde sin begyndelse i 2002 hvor filmproduktioner blev en del af studieordningen og undervisningen på Humanistisk Informatik. Ideen til kortfilmsfestivalen kom fra tutorerkorpset på Humanistisk Informatik, der gerne ville hylde den lidt utraditionelle og kreative eksamensform. Gennem mange år fandt denne hyldest sted på et meget lav praktisk niveau i forbindelse med f.eks. julefrokostarrangementer, men i 2002 fik nogle studerende på Humanistisk Informatik den gode ide, at man skulle opgradere denne hyldest til et stort gallashow og kortfilmsfestival hvilket var begyndelsen på Riberprisen. De første år forgik Riberprisen på Studenterhuset i Aalborg og skabte hurtigt, så meget medieopmærksomhed, at man fra Aalborg Universitet side begyndte, at støtte kortfilmsfestivalen i håber om, at projektet kunne forsætte mange år ud i fremtiden. I takt med at Riberprisen vokset sig større og større blev det også nødvendigt, at finde større lokaliteter hvor det var muligt at afholde Riberprisen.

## Priserne
- Prisen for bedste effekt – Denne pris gives til den kortfilm, der har den bedste digitale effekt i forbindelse med postproduktionen.
- Prisen for bedste detalje – Denne pris gives til den kortfilm, der har den bedste ikke digitalt lavet effekt, som er lavet under produktionen on-location.
- Prisen for bedste lydside – Denne pris gives til den kortfilm, der har den bedste lydside enten reallyd, lydeffekter eller original musik.
- Prisen for bedste visuelle udtryk (Cinematography) – Denne pris gives til den kortfilm, der har det bedste visuelle udtryk f.eks farver, lys, vinkler og andre visuelle virkemidler.
- Prisen for bedste fortælleteknik – Denne pris gives til den kortfilm, der har den bedste fortælleteknik altså fortæller deres historie på bedst mulig måde.
- Prisen for bedste klipning – Denne pris gives til den kortfilm, der har den bedste klipperytme og klippeteknik.
- Prisen for bedste idé – Denne pris gives til den kortfilm, der har den bedste idé eller bedste historie.
- Årets popcorn – Denne pris gives til den kortfilm, som har udmærket sig på en speciel måde uden måske, at være blevet nomineret eller have vundet i andre kategorier.
- Prisen for bedste kvindelige skuespiller – Denne pris gives til den bedste medvirkende skuespillerinde blandt de indsendte film.
- Prisen for bedste mandlige skuespiller – Denne pris gives til den bedste medvirkende skuespiller blandt de indsendte film.
- Publikumsprisen – Denne pris gives til den kortfilm, som publikum selv synes er den bedste blandt de indsendte film.
- Prisen for bedste film/Riberprisen – Kortfilmsfestivalens hovedpris, som gives til den kortfilm, der har udmærket sig overordnet på alle områder. [3]

## Lokationer
- 2002 – Studenterhuset i Aalborgs koncertsal
- 2003 – Studenterhuset i Aalborgs koncertsal
- 2004 – Studenterhuset i Aalborgs koncertsal
- 2005 – Grand
- 2006 – Europahallen
- 2007 – Grand
- 2008 – Symfonien
- 2009 – Aalborg Seminarium
- 2010 – Skråen i Nordkraft
- 2011 – Skråen i Nordkraft
- 2012 – Skråen i Nordkraft
- 2013 – Multisalen i Nordkraft
- 2014 – Multisalen i Nordkraft
- 2015 – Skråen i Nordkraft
- 2016 – Aalborg Universitetsbygningen Create
- 2017 – Studenterhuset i Aalborgs koncertsal
- 2018 – Studenterhuset i Aalborgs koncertsal
- 2019 – Studenterhuset i Aalborgs koncertsal